# Affaire Maurice Ridard
Maurice Ridard, né le 9 octobre 1903 à Chalon-sur-Saône et mort le 29 mars 1926 dans le 8e arrondissement de Paris, était un militant des Jeunesses patriotes. Il est décédé au cours d'une bagarre avec les forces de l'ordre.

## Biographie
En 1926, Maurice Ridard était un élève du lycée Saint-Louis et membre des Jeunesses patriotes du 5e arrondissement de Paris. Il était également candidat pour l'École spéciale militaire de Saint-Cyr.
Entre 1924 et 1926, des élections législatives intermédiaires se déroulèrent. C'est au cours d'une de ces soirées électorales, que périt le jeune Maurice Ridard. En effet, dans la soirée du dimanche 28 mars au lundi 29 mars 1926, Maurice Ridard se joint à une manifestation des Jeunesses patriotes juste après avoir pris connaissance des résultats de l'élection législative du deuxième secteur. Une violente échauffourée se produit au niveau du faubourg Saint-Honoré entre les ligueurs et les forces de l'ordre. C'est dans la rue Boissy-d'Anglas que Maurice Ridard est blessé au visage. Rapidement, il perd connaissance puis décède,. L'enquête ne permet pas d'établir la responsabilité du coup mortel.

## Les obsèques
Les obsèques de Maurice Ridard furent célébrées le 31 mars 1926 à la Madeleine devant une foule nombreuse. Les étudiants de l'Institut Catholique, les Jeunesses patriotes, l'Action française, les étudiants candidats de Saint-Cyr défilèrent dans le cortège funèbre.

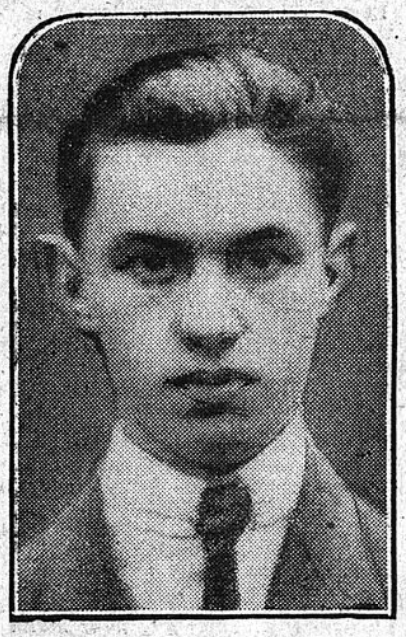
Portrait de Maurice Ridard dans Le Matin du 30 mars 1926.
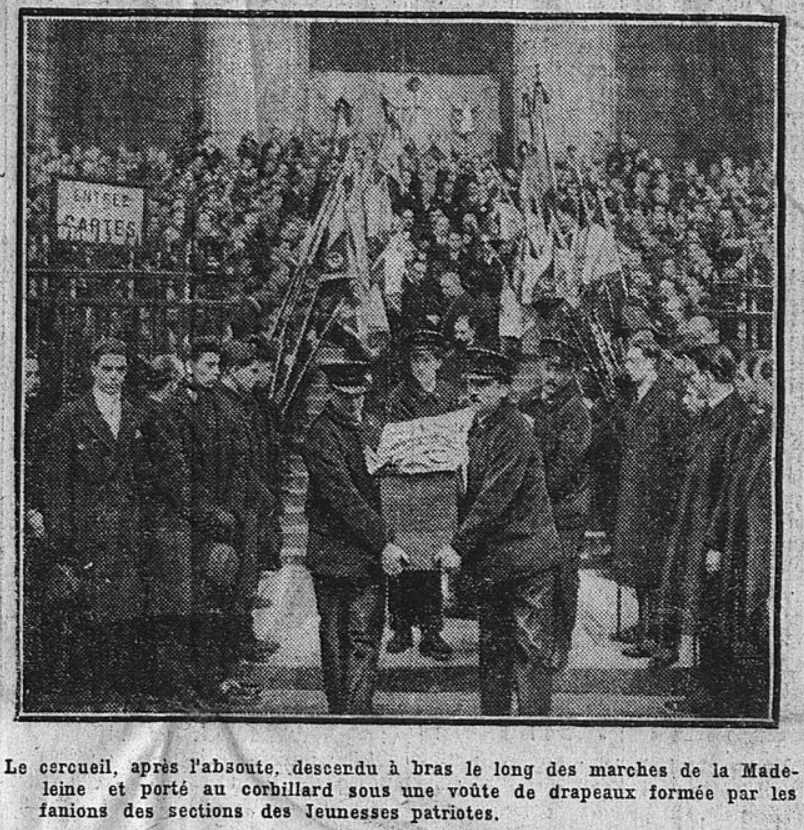
Obsèques de Maurice Ritard dans l'Écho de Paris du 1 avril 1926.
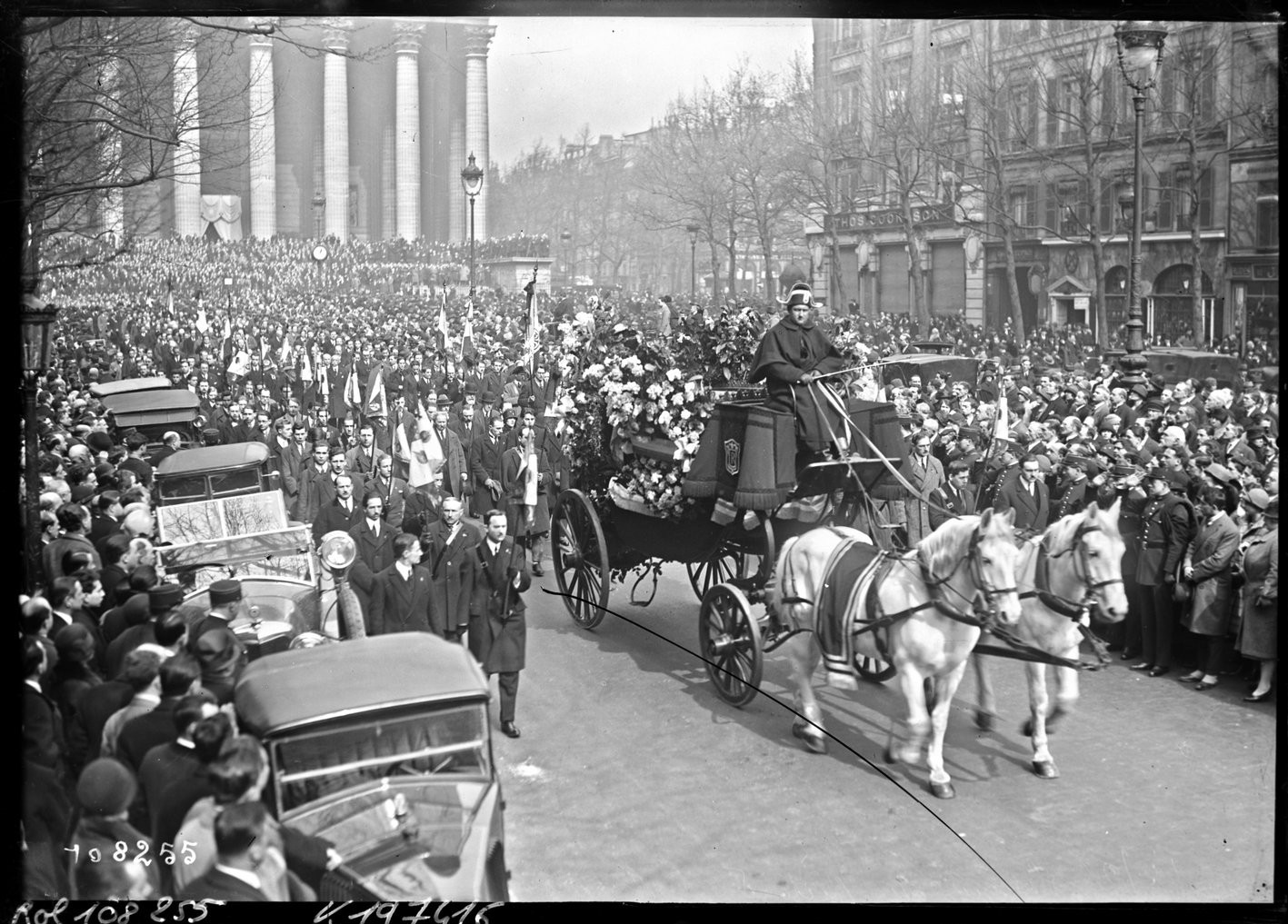
Obsèques de Maurice Ridard le 31 mars 1926.